# Viștea (Brașov)
Viștea [ˈwiʃtea] mit dem Gemeindesitz in Viștea de Jos (Unter-Wittendorf), ist eine Gemeinde im Kreis Brașov in der Region Siebenbürgen in Rumänien. 
Die Gemeinde Viștea besteht aus den folgenden fünf Dörfern (deren deutsche und ungarische Bezeichnungen):
- Olteț (deutsch Bessenbach, ungarisch Besimbák)
- Rucăr (deutsch Ruckersdorf, ungarisch Rukkor)
- Viștea de Jos (deutsch Unter-Wischt, ungarisch Alsóvist)
- Viștea de Sus (deutsch Ober-Wischt, ungarisch Felsővist)
- Viștișoara (ungarisch Kisvist)

## Geographische Lage

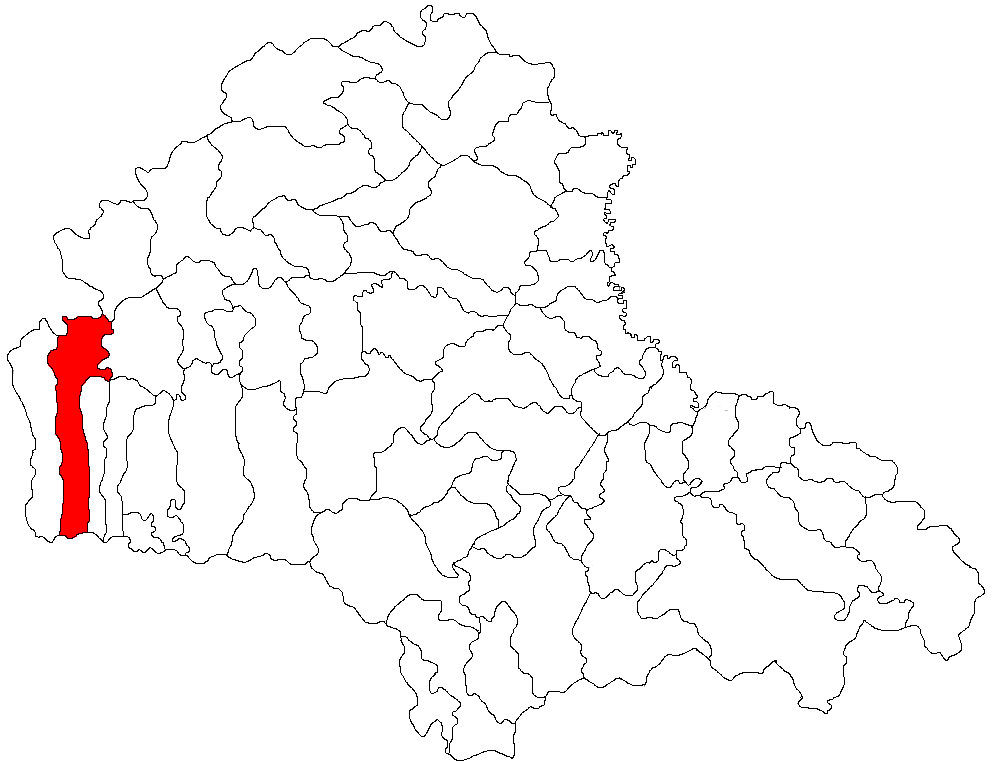
Lage der Gemeinde Viștea im Kreis Brașov

Die Gemeinde Viștea liegt südlich des Siebenbürgischen Beckens in den Nordausläufern der Fogarascher Berge (Munții Făgăraș), beidseitig des Flusses Olt (Alt). Im Westen des Kreises Brașov an der Mündung des Baches Viștea in den Olt, an der Bahnstrecke Avrig–Făgăraș und an der Europastraße 68 liegt der Gemeindesitz 21 Kilometer westlich von der Stadt Făgăraș (Fogarasch). Die Kreishauptstadt Brașov (Kronstadt) befindet sich etwa 90 Kilometer südöstlich von Viștea de Jos entfernt.
Auf dem Gebiet der Gemeinde befinden sich am Olt ein Wasserkraftwerk am Stausee Viștea zwischen den eingemeindeten Dörfern Olteț (Bessenbach) und Rucăr (Ruckersdorf). Das eingemeindete Dorf Viștișoara ist auch Ausgangspunkt auf den 2544 m hohen Berggipfel Moldoveanu, den höchsten Berg Rumäniens.

## Geschichte
Der Ort Viștea de Jos wurde erstmals (nach unterschiedlichen Angaben) 1390 oder Anfang 1400 in einer Schenkung vom walachischen Woiewoden Mircea cel Bătrân an den Bojaren Costea, oder 1511 urkundlich erwähnt.
Im Königreich Ungarn befand sich die heutige Gemeinde Viștea im Stuhlbezirk Alsóárpás im Fogarascher Komitat.
Zur Gemeinde Viștea gehörte auch der Ort Drăguș (Drachendorf), dieser wurde 2004 eine eigenständige Gemeinde.

## Bevölkerung
Bei der offiziellen Erhebung von 1850 wurden auf dem Gebiet der heutigen Gemeinde 4910 Einwohner registriert. 4725 davon waren Rumänen, 141 waren Roma, 22 waren Rumäniendeutsche, 12 waren Magyaren und acht davon waren Juden. Die höchste Einwohnerzahl der Gemeinde (5078) und gleichzeitig die der Magyaren (39) und die der Rumäniendeutsche (19), wurde 1956 ermittelt. Die höchste Bevölkerungszahl der Rumänen (4932) wurde 1930 und die der Roma (405) wurde 2021 registriert. Des Weiteren bezeichneten sich 1956 ein Einwohner als Slowake. 2011 lebten in der Gemeinde Viștea de Jos 2026 Menschen. 1694 waren Rumänen, 223 waren Roma, vier bekannten sich als Magyaren und restliche machten keine Angaben zu ihrer Ethnie.

## Sehenswürdigkeiten
- In Viștea de Jos die rumänisch-orthodoxe Kirche Sf. Arhangheli Mihail şi Gavril,[9] etwa 1487 errichtet und im 20. Jahrhundert erneuert, steht unter Denkmalschutz.[10]
- Im Dorf Olteț steht die Apsis der Kirche Sf. Nicolae etwa 1772 errichtet,[11] steht unter Denkmalschutz.[10]
- In Viștea de Sus die Kirche Buna Vestire (Verkündigung der Frohbotschaft) 1848 errichtet,[12] steht unter Denkmalschutz.[10]